# ジョン・フォーサイス (俳優)
ジョン・フォーサイス（John Forsythe、1918年1月29日 - 2010年4月1日）は、アメリカ合衆国の俳優・声優。

## 来歴
ニュージャージー州ペンズ・グローブ生まれ。父が金融関係の仕事をしていた関係で、その後ニューヨーク市のブルックリン区で育った。その際に父親はウォール街で働いていたが、時は世界恐慌の真っただ中だった。その後、ブルックリンにある高校を卒業してノースカロライナ大学チャペルヒル校へ進学。
野球好きであったことから、18歳の時にエベッツ・フィールドにおいてブルックリン・ドジャーズの野球試合のパブリックアドレス・アナウンサーも経験したことがある。
父親の提案もあり役者になることを志し始め、ワーナー・ブラザースと契約して徐々にキャリアを重ねていった。いったんは第二次世界大戦へ出征して俳優業を休止させるが、戦後俳優業に復帰しブロードウェイの舞台などに出演。
1947年には名門アクターズ・スタジオで演技力に磨きをかけた。なお、在学中の同窓生にはマーロン・ブランドやジュリー・ハリスらもいた。
1950年代に入るとテレビドラマにも出演し始めたほか、アルフレッド・ヒッチコック監督の異色ミステリー『ハリーの災難』などへも出演して、順調にキャリアを重ねていく。
特に彼のキャリアでよく知られているのは『チャーリーズ・エンジェル』における謎の司令者チャーリー役である。同作品はキャメロン・ディアス、ドリュー・バリモア、ルーシー・リュー主演でリメイクもされており、リメイク版でもチャーリーの声を担当した。
その他の代表作としては1981年から1989年まで放送された人気ドラマ『ダイナスティ』や、ビル・マーレイが主演したコメディ『3人のゴースト』におけるゴースト役がある。『ダイナスティ』ではその演技力が評価され、エミー賞に3回ノミネートされたほか、1983年と1984年にゴールデングローブ賞を受賞している。その後も数々の名作に出演した。
2010年4月1日に肺炎のため死去。92歳。

## 私生活
これまで3度の結婚歴があり、一度目の結婚（1939年-1943年）では一子、二度目の結婚（1943年-1994年）では二人の娘をもうけている。2002年には再々婚を果たしている。晩年はカリフォルニア州のサンタイネスに居住していた。

## 出演作品

### 映画
| 公開年 放映年 | 邦題 原題                                                               | 役名                         | 備考       |
| ------------- | ----------------------------------------------------------------------- | ---------------------------- | ---------- |
| 1952          | 捕らわれの町 The Captive City                                           | ジム・オースティン           |            |
| 1953          | ブラボー砦の脱出 Escape from Fort Bravo                                 | ジョン・マーシュ             |            |
| 1955          | ハリーの災難 The Trouble with Harry                                     | サム・マーロウ               |            |
| 1956          | 恋は巴里で The Ambassador's Daughter                                    | ダニー・サリヴァン           |            |
| 1964          | セクシー・ダイナマイト Kitten with a Whip                               | デヴィッド                   |            |
| 1964          | 小さな逃亡者 See How They Run                                           | マーティン・ヤング           | テレビ映画 |
| 1966          | 母の旅路 Madame X                                                       | クレイトン・アンダーソン     |            |
| 1967          | 冷血 In Cold Blood                                                      | アルヴィン                   |            |
| 1968          | 戦慄の第四帝国 Shadow on the Land                                       | ウェルデル・ブルース         | テレビ映画 |
| 1969          | トパーズ Topaz                                                          | マイケル                     |            |
| 1969          | ハッピーエンド -幸せの彼方に- The Happy Ending                          | フレッド・ウィルソン         |            |
| 1971          | 殺しの診断書 Murder Once Removed                                        | ロン・ウェルズリー           |            |
| 1973          | レターズ The Letters                                                    | ポール・アンダーソン         | テレビ映画 |
| 1974          | クライパニック/ 悪夢を操る影 Cry Panic                                  | デヴィッド・ライダー         | テレビ映画 |
| 1974          | 燃える超高層ビル/ ファイヤー・インフェルノ Terror on the 40th Floor     | ダン・オーヴァーランド       | テレビ映画 |
| 1975          | パニック・イン・テキサスタワー The Deadly Tower                         | エルウッド・フォーブス警部補 | テレビ映画 |
| 1976          | アメリア・イヤハート Amelia Earhart                                     | G.P. パトナム                | テレビ映画 |
| 1977          | 詐欺師ハリー/ 殺人者をハメろ Never Con a Killer                         | E.J. ヴァレリアン            | テレビ映画 |
| 1978          | 呪われた航海/ 悪魔の連続殺人! 死を呼ぶ黄金の棺 Cruise Into Terror       | チャールズ・マザー牧師       | テレビ映画 |
| 1978          | 狼の日曜日/ 狂暴ジャック Goodbye e amen                                 | アメリカ大使                 |            |
| 1979          | ジャスティス ...And Justice for All.                                    | ヘンリー・T・フレミング      |            |
| 1980          | 奇跡の時間 A Time for Miracles                                          | Postulator                   | テレビ映画 |
| 1982          | 超時空メシア襲来 Mysterious Two                                         | 彼                           | テレビ映画 |
| 1988          | 3人のゴースト Scrooged                                                  | リュー・ヘイワード           |            |
| 2000          | チャーリーズ・エンジェル Charlie's Angels                               | チャーリー・タウンゼント     | 声のみ     |
| 2003          | チャーリーズ・エンジェル フルスロットル Charlie's Angels: Full Throttle | チャーリー・タウンゼント     | 声のみ     |

### テレビシリーズ
| 放映年    | 邦題 原題                                     | 役名                                  | 備考                  |
| --------- | --------------------------------------------- | ------------------------------------- | --------------------- |
| 1948-1955 | ウェディングハウス・スタジオ・ワン Studio One | ピート・ブルック / ピート・メイナード | 11エピソード          |
| 1955      | ヒッチコック劇場 Alfred Hitchcock Presents    | キム・スタンガー                      | 1エピソード           |
| 1957-1962 | Bachelor Father                               | ベントレー・グレッグ                  | 157エピソード         |
| 1962      | 新ヒッチコック劇場 The Alfred Hitchcock Hour  | マイケル・バーンズ                    | 1エピソード           |
| 1965-1966 | The John Forsythe Show                        | ジョン・フォスター                    | 29エピソード          |
| 1969-1971 | パパと三人娘 To Rome with Love                | マイケル・エンディコット              | 48エピソード          |
| 1976-1981 | チャーリーズ・エンジェル Charlie's Angel      | チャーリー・タウンゼント              | 声のみで109エピソード |
| 1981-1989 | ダイナスティ Dynasty                          | ブレイク・キャリントン                | 217エピソード         |
| 1983      | ラブ・ボート The Love Boat                    | バート・ガードナー                    | 2エピソード           |
| 1985-1986 | コルビーズ The Colbys                         | ブレイク・キャリントン                | 4エピソード           |
| 1992-1993 | The Powers That Be                            | ウィリアム・フランクリン・パワーズ    | 21エピソード          |

### テレビアニメ
- ガーゴイルズ Gargoyles (1994)
- Adventures from the Book of Virtues (1996)

## 参照
1. ↑  “「チャーリーズ・エンジェル」のチャーリーが死去　ジョン・フォーサイス氏92歳”.   シネマトゥデイ (2010年4月3日). 2021年1月16日閲覧。